# Quintessa Swindell

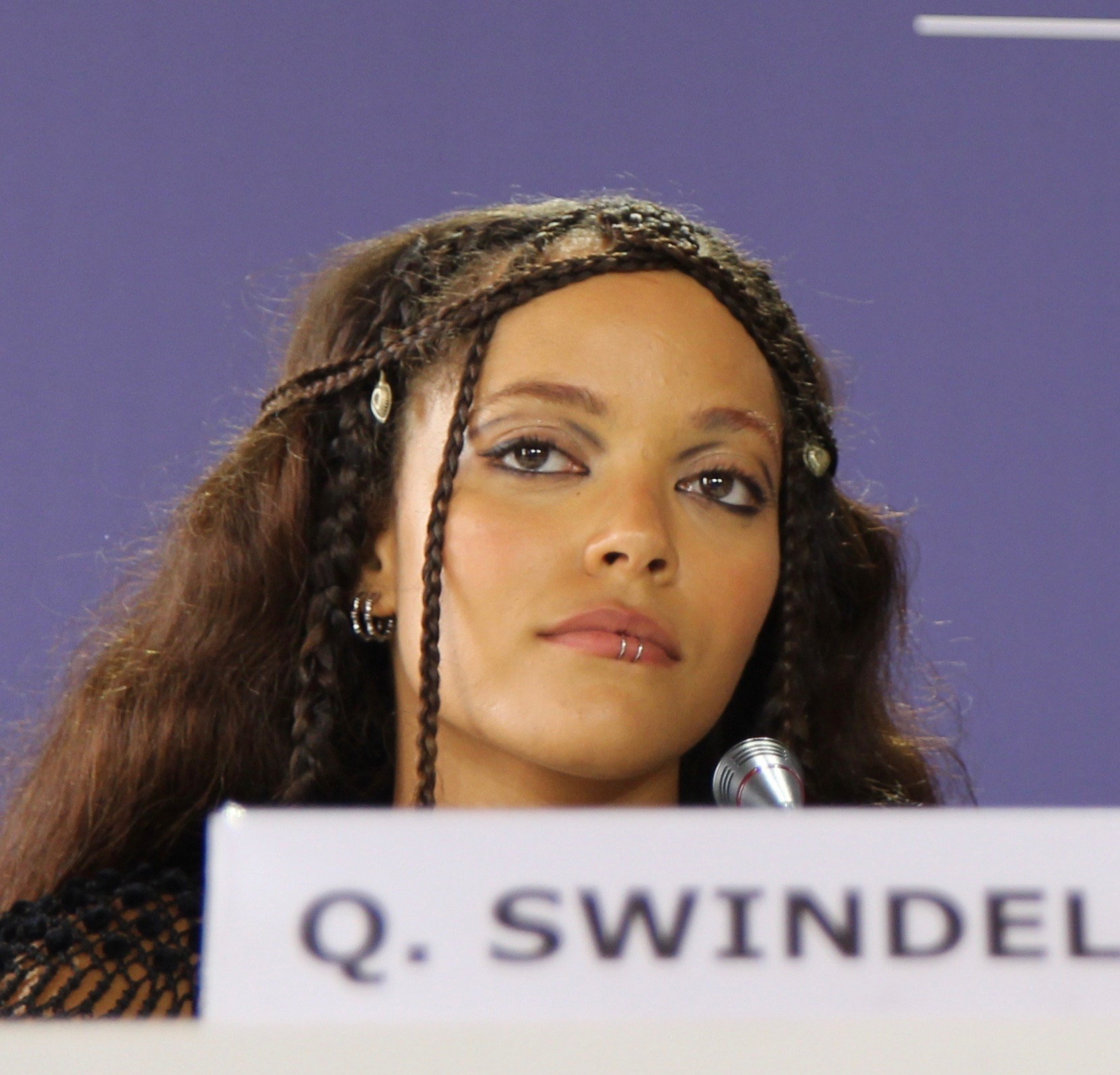
Quintessa Swindell

Quintessa Swindell (geboren am 8. Februar 1997 in New York City) ist US-amerikanischer Nationalität und schauspielerisch tätig. Swindell bezeichnet sich als nichtbinär und verwendet das singulare Fürwort they, was nicht ins Deutsche übersetzbar ist. Bekannt wurde Swindell durch die Rolle als Tabitha Foster in der Netflix-Drama-Serie Diebische Elstern. Ebenfalls 2019 debütierte Swindell in der Serie Euphoria. Die erste größere Filmrolle war die Doppelrolle der Maxine Hunkel/Cyclone im Film Black Adam, der 2022 erschien; 2022 spielte Swindell neben Joel Edgerton und Sigourney Weaver in dem Drama Master Gardener. In der 2025 auf Apple TV+ erschienen Thriller-Miniserie Prime Finder spielte Swindell an der Seite von Leo Woodall eine Geheimdienstagentin.

## Filmografie
- 2019: Euphoria (Fernsehserie, 1 Episode)
- 2019–2020: Diebische Elstern (Trinkets, Fernsehserie, 20 Episoden)
- 2021: Granada Nights
- 2021: Voyagers
- 2021: In Treatment – Der Therapeut (In Treatment, Fernsehserie, 6 Episoden)
- 2022: Master Gardener
- 2022: Black Adam
- 2025: Prime Finder